# Vincent Jauvert
 (mai 2019).
Pour les articles homonymes, voir Jauvert.
Vincent Jauvert est un journaliste français né en 1959. Il est l'auteur de plusieurs ouvrages et enquêtes dans le domaine du renseignement militaire, des grands corps d'État, ainsi que plus récemment des enquêtes bestsellers sur les dérives de la haute fonction publique française.

## Éléments de biographie
Il devient grand reporter au service Monde du Nouvel Observateur à partir de 1995.

## Ouvrages
Vincent Jauvert, journaliste à L'Obs, publie une trilogie dans une série Aventures de Tintin reporter au pays des commis d'État qui alerte sur certaines dérives politico-économico-financières observées au sein d'une caste formée au sein des grands corps d'État.
- Les Intouchables d'État, bienvenue en Macronie (Robert Laffont, 2018)[1],[2],[3],
- La Face cachée du Quai d'Orsay (Robert Laffont, 2016)[4],[5],[6],[7] et L'Amérique contre De Gaulle, histoire secrète 1961-1969 (Seuil, 2000)[8],[9].
- Les Voraces (Robert Laffont, 2019)[10],[11] ;
- « La Mafia d'État » (Le Seuil, novembre 2021)[12],[13]. Ici le mot mafia n'est pas à prendre dans son sens criminel, mais l'ouvrage dénonce une caste, un réseau de personnages qui sont à la fois fonctionnaires, et acteurs majeurs d'entreprises publiques et privées : de hauts fonctionnaires (énarques, inspecteurs des finances, polytechniciens et membres d'autres grands corps de l'État) se cooptant dans les conseils d'administration de grands groupes privés, pantouflant et occupant des postes clés (parmi les plus « hauts » et les plus lucratifs) au sein de l'État, mais aussi dans de grandes entreprises privées, voire également en politique parfois[14]. S'appuyant sur une centaine d'exemple, dont celui d'Édouard Philippe, qui fut à tour de rôle et avocat d'affaires et Avocat (métier) d'Areva ; membre de la haute fonction publique, homme politique (maire, député, conseiller régional, premier ministre, puis administrateur d'un grand groupe privé (Atos)[14]. Vincent Jauvert plaide notamment pour une fusion de l'Agence française anticorruption (AFA) et de la Haute Autorité pour la transparence de la vie publique (HATVP)[14]. Il plaide aussi pour une législation permettant à la HATVP de (re)moraliser l'État et la très haute fonction publique[14]. Il s'étonne que les salaires des très hauts fonctionnaires de Bercy ne soient pas publics et qu'ils ne soient pas systématiquement tenus de  publier leur patrimoine[14]. Il estime aussi que si tout fonctionnaire de haut niveau souhaitant faire de la politique était obligé de démissionner, les dérives observées seraient supprimées[14].

## Œuvres télévisuelles
Vincent Jauvert est également co-auteur de deux documentaires télévisés : 
- L'Ami américain, tiré de son premier ouvrage (FR3, 2001 avec Patrick Jeudy)[15],[16] ;
- Révolution, mode d'emploi (Arte, 2007 avec Tania Rackhmanova)[17].

## Essais secrets d'armes chimiques par les militaires français en Algérie
Il révèle en 1997 dans Le Nouvel Observateur que les militaires français ont testé sur le site algérien secret de B2-Namous, des armes à munitions chimiques entre 1967 et 1978,.

## Révélations sur l'espionnage
Vincent Jauvert est à l'origine de plusieurs révélations dans le domaine de l'espionnage. Parmi les plus récentes, il a publié en 2014 dans Le Nouvel Observateur, un dossier intitulé « Les espions de Poutine en France » dans lequel il révèle que les dix illégaux russes arrêtés en 2010 à New-York (dont l'histoire a inspiré la série télévisée The Americans) avaient des relais en France, eux aussi illégaux[réf. nécessaire]. L'année suivante, dans L'Obs, il met au jour une base chinoise d'interception satellitaire dans la banlieue de Paris. Puis, il révèle que la DGSE a installé des stations d'écoutes à l'arrivée des câbles transatlantiques de communication en France, notamment en Bretagne et à Marseille, et cela en dehors de tout cadre légal.

## Thèmes de recherche

### Essais nucléaires français
Dans l'émission Rendez-vous avec X de Patrick Pesnot du 23 février 2013, Vincent Jauvert est évoqué comme étant à l'origine de la révélation en 1998 d'un rapport scientifique classé confidentiel défense issu des archives de la Direction des centres d'expérimentations nucléaires (Dircen).
Ce document tente d'évaluer l'ampleur, plus importante que prévu, et l'impact, sur les soldats et les zones habitées,  des retombées radioactives de certains essais nucléaires français voulus par le général de Gaulle en Polynésie française dans les années 1960. Ces retombées, observées dans les zones étudiées, seraient comparables à celles mesurées à proximité de la centrale soviétique après la catastrophe de Tchernobyl en 1986, dont les effets ont perduré dans les années et décennies suivantes.
La population locale et les soldats présents (plusieurs centaines de milliers de personnes au total) ont été maintenus dans une ignorance totale, sans qu'aucune mesure ait été prise pour les protéger.
La divulgation de ce rapport a contribué à remettre le sujet sur le devant de la scène, avec de nouvelles demandes de déclassification de documents et des procédures d'indemnisation de victimes.

### Les grands corps d'État
En 2018, Vincent Jauvert explique s'être intéressé à eux car il était intrigué par le caractère secret de la rémunération des hauts fonctionnaires y exerçant leur activité. En effet ce secret n'existe pas pour la plupart des autres fonctionnaires et n'est pas pratiqué dans d'autres pays. Son enquête le conduit à découvrir qu'à Bercy, certains très hauts fonctionnaires gagnent plus de 150 000 euros par an (soit plus que le chef de l'État). Une note confidentielle destinée à François Hollande recense environ 600 de ces très hauts salaires.
Selon Jauvert, La Noblesse d'État (référence à la grande enquête sur la sociologie des Grandes écoles françaises publiée par Pierre Bourdieu en 1989) constituée par les premiers de classe des grandes écoles, et de l'ENA en particulier, a toujours eu beaucoup de pouvoir sous la Ve République, souvent critiquée pour être une monarchie républicaine. Mais, souligne l'auteur, dans le passé de la République, il n'y a eu que deux cas où le chef de l'État et le Premier ministre étaient issus des grands corps : 
- Valéry Giscard d'Estaing, de l'IGF, et Jacques Chirac, de la Cour des comptes, de 1974 à 1976 ;
- Jacques Chirac et Alain Juppé, de l'IGF, entre 1995 et 1997.

Si le gouvernement Macron semble compter peu d'énarques, ce n'est pas le cas de l'entourage de ses ministres ; Et le Président Macron, comme son Premier ministre Édouard Philippe ont eux-mêmes fait des allers et retours entre le public et le privé. Ces mouvements sont de manière générale sources de conflits d'intérêts, puisqu'ils concernent des postes de haut-niveau, a souligné Jauvert sur la chaine Public Sénat. Édouard Philippe a ainsi transité dans un cabinet d'avocats d'affaires, et a été lobbyiste chez Areva . Selon Jauvert, l'élite, très  parisienne, (phénomène également décrit par Juan Branco), membre de la « La Botte », prospère souvent via des couples de pouvoir qui se constituent au sein des promotions de l'ENA . Le père de la RGPP, Éric Woerth (LR), a d'ailleurs été promu par Emmanuel Macron président de la commission des finances de l'Assemblée nationale, preuve que la même logique est toujours à l'œuvre .
Les grands corps ont depuis les années 1980 profité de la privatisation de grandes entreprises publiques (où il reste généralement des représentants de l'État dans les conseils d'administration qui y touchent des jetons de présence). Ils ont également profité du démembrement du pouvoir central, faisant leur nid dans 1 244 agences d'État. Ainsi, note Jauvert, l'Agence nationale pour la rénovation urbaine, censée aider à rendre les quartiers pauvres moins pauvres n'a pas son siège à Saint-Denis ou à Sarcelles, mais dans le VIe arrondissement de Paris, un des plus huppés et des plus chers de la capitale.
À cause de leurs missions et de leurs positions dans la hiérarchie des services et institutions de l'État, le risque de graves conflits d'intérêts est élevé chez les hauts-fonctionnaires qui partent travailler dans le privé, où ils sont très demandés. Jauvert cite, à titre d'exemple, des hauts fonctionnaires de Bercy connaissant parfaitement les faiblesses des lois fiscales et se  transformant en conseillers fiscaux pour de grands groupes privés : « Vous vous souvenez de cette affaire de la taxe des 3 % sur les dividendes, qui a été retoquée au Conseil constitutionnel ? Qui a déposé le recours au Conseil constitutionnel ? C'est un avocat fiscaliste venant de Bercy. Donc il connaissait cette faiblesse-là ". 
Il dénonce aussi le fait que ces très hauts fonctionnaires (les premiers au classement de sortie de l'ENA, qui pratiquent assidument l'entre-soi) « bénéficient des prébendes de l'ancien monde et des opportunités du nouveau ». Ils deviennent « intouchables », car ils conservent leur statut à vie, même quand ils partent pantoufler (travailler dans le secteur privé). Cela se produit, selon Jauvert, sans véritables garde-fous déontologiques et éthiques permettant d'éviter les conflits d'intérêts. Contrairement à Emmanuel Macron, qui a démissionné de la fonction publique, beaucoup d'énarques exhortent les autres à prendre des risques mais eux conservent leur parachute. Jauvert cite comme exemple le directeur de Sciences-po, qui n'a pas quitté le Conseil d'État, ou encore Édouard Philippe et son directeur de cabinet, Benoît Ribadeau-Dumas, issus de la même promotion de l'ENA, qui n'ont toujours pas quitté le Conseil d'État, où ils ont pourtant passé peu de temps . Les grands corps, « princes à vie de la République », sont, selon sa démonstration, devenus « intouchables d'État », car ses membres se sont organisés pour que la Commission de déontologie de la fonction publique reste faible face à eux . Cette commission doit veiller à l'absence de conflits d'intérêts lors des pantouflages, mais ses avis ne sont pas publics et les grands corps en sont membres de droit… Elle a en outre a été récemment affaiblie quand ses enquêtes ont été réduites aux trois dernières années de carrière du fonctionnaire, contre cinq auparavant. Présidé par un conseiller d'État à quart-temps, la commission de déontologie compte seulement cinq agents (pour cinq millions de fonctionnaires, et elle doit rendre 3 000 avis par an).
Annick Girardin (ancienne ministre de la Fonction publique) a, en 2016, transféré les pouvoirs de la commission de déontologie à la Haute Autorité pour la transparence de la vie publique, et, note Jauvert, - cas exceptionnel - le Conseil constitutionnel s'est autosaisi du sujet pour annuler ce texte (au motif qu'il serait « inintelligible »).
Après cet épisode, son secrétaire général, le conseiller d'État Laurent Vallée, est parti pantoufler comme secrétaire général de Carrefour auprès du PDG, Alexandre Bompard lui même issu de l'IGF. Il a fait passer sans trop de difficulté, ajoute Jauvert, le grand plan de restructuration de Carrefour auprès de l'État.
À la différence des énarques, les grands fonctionnaires des collectivités (directeurs généraux des services (DGS) formés à l'Institut national des études territoriales (Inet) gèrent aussi de très grosses structures, mais sans privilèges tels que ceux du « club des énarques » . Ces derniers peuvent postuler aux postes très correctement rémunérateurs des grandes collectivités, mais l'inverse n'est pas vrai. Et le Comité action publique 2022 (AP 2022, chargé de réfléchir à une réforme des missions de Service Public de l'État, codirigé par un ami du Premier ministre, conseiller d'État comme lui, Frédéric Mion, qui est aussi alors secrétaire général de Canal +) n'est pas non plus ouvert aux cadres fonctionnaires territoriaux, en outre selon Jean-Baptiste Forray (auteur, en 2014, d'un livre intitulé Ces élus locaux qui osent tout, Les Barons, « les 34 membres fondateurs de ce cénacle appartiennent, pour la plupart, à l’élite de l’élite. Un club souvent à mi-chemin entre le Siècle et un conseil d'administration du CAC 40. Cette instance ressemble fort à la Commission Attali pour la libération de la croissance française, au sein de laquelle le jeune et prometteur co-rapporteur, Emmanuel Macron, a étoffé son carnet d'adresse ».
Vincent Jauvert reste prudent vis-à-vis des déclarations d'Emmanuel Macron (lui-même issu de l'Inspection générale des finances ou IGF) en campagne, critiquant les hauts fonctionnaires bénéficiant de privilèges d'une caste, d'un autre âge... expliquant que « l'appartenance à un corps, le droit au retour sont des protections qui ne correspondent plus ni à l'époque, ni aux pratiques de la société ». Le Gouvernement Macron a effectivement commencé à supprimer les grands corps, mais les proches conseillers du Président en sont issus (ou viennent du Conseil d'État) : en particulier quand ils sont à des postes clés : secrétaire général de l’Élysée, Premier ministre, ministre des armées, etc.) qui en outre ont tous fait du pantouflage. Le gouvernement Macron a fusionné l'ENA et l'Inet, mais in fine ceux qui « sortent de la botte » (les premiers aux examens) après avoir fait deux ans dans une administration avant de rejoindre leur grand corps et pourront ensuite continuer à profiter de salaires de très hauts fonctionnaires, toujours non plafonnés, de mise en disponibilité pour partir dans le privé (tout en conservant leur avancement pendant cinq ans selon un texte récent) et alors que les hauts fonctionnaires détachés dans les agences d'État ne pouvaient pas bénéficier d'une augmentation de plus de 15 %, depuis 2008, via la révision générale des politiques publiques, ce plafond a été supprimé.
Anne-Sophie Beauvais, tout en reconnaissant qu'il posait de bonnes questions, a reproché à Vincent Jauvert une enquête « très à charge » et manquant de nuances. Elle rappelle qu'il y a cinq millions de fonctionnaires, dont 15 000 à 20 000 hauts fonctionnaires loin des cas des 600 personnes issues de l'élite formée à la doctrine de l’École nationale d'administration, dénoncés par le livre.

## Ouvrages
- L'Amérique contre de Gaulle : Histoire secrète 1961-1969, Seuil, 2000, 280 p. (ISBN 978-2-02-037380-7)
- La Face cachée du Quai d'Orsay : Enquête sur un ministère à la dérive, Paris, Robert Laffont, 2016, 306 p. (ISBN 978-2-221-15704-6)
- Les Intouchables d'État, bienvenue en Macronie, Robert Laffont, 2018, 264p.  (ISBN 978-2221197851)
- Les Voraces : Les élites et l'argent sous Macron, Paris, Éditions Robert Laffont, 2020, 216 p. (ISBN 978-2-221-22018-4)
- La Mafia d'État, Seuil, 2021, 224 p.  (ISBN 978-2-02-150076-9)
- À la solde de Moscou, Seuil, 2024, 176 p.  (ISBN 978-2-02-154378-0).